# Młynówka (Opole)

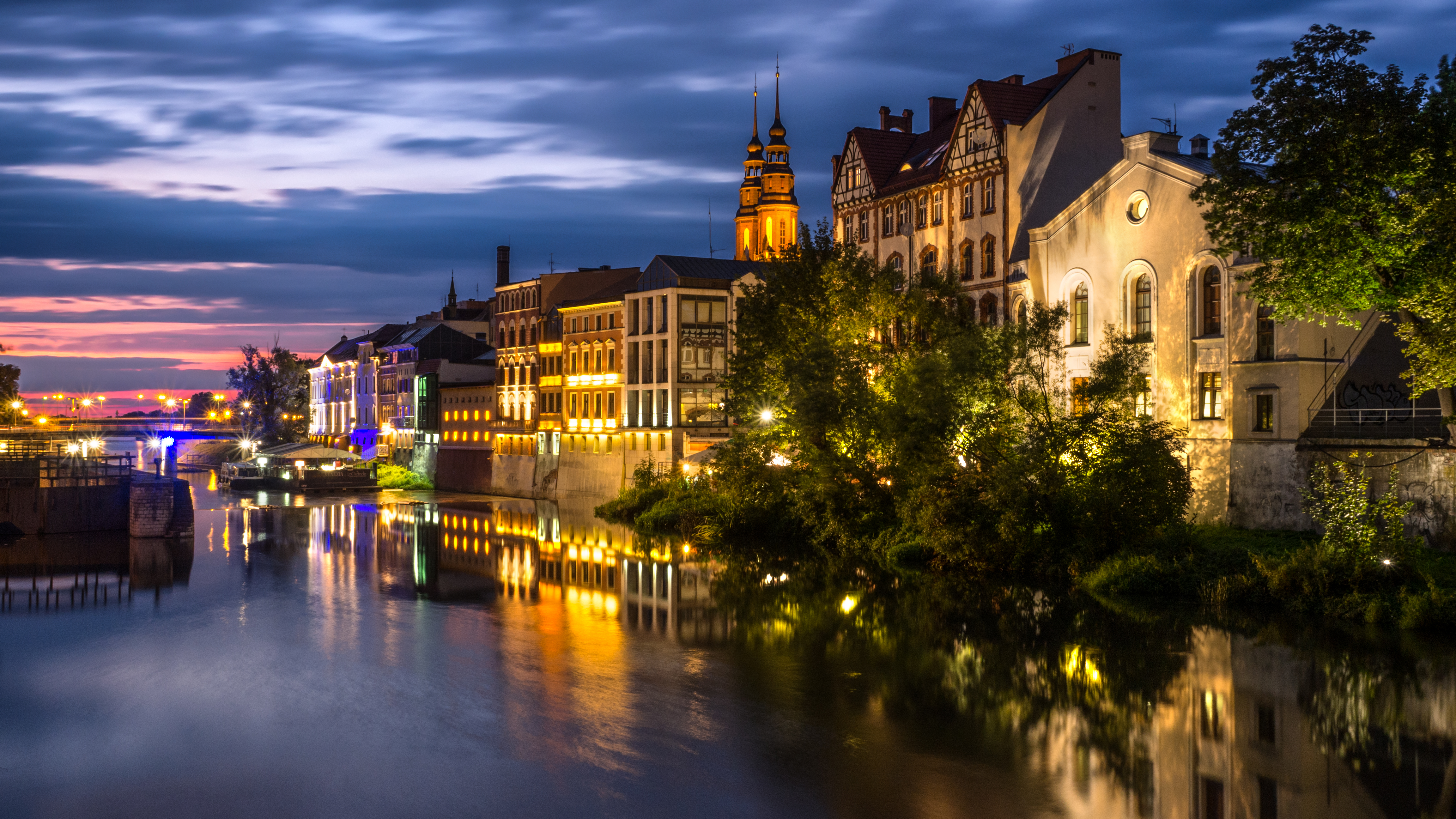
Młynówka – widok z mostu nocą

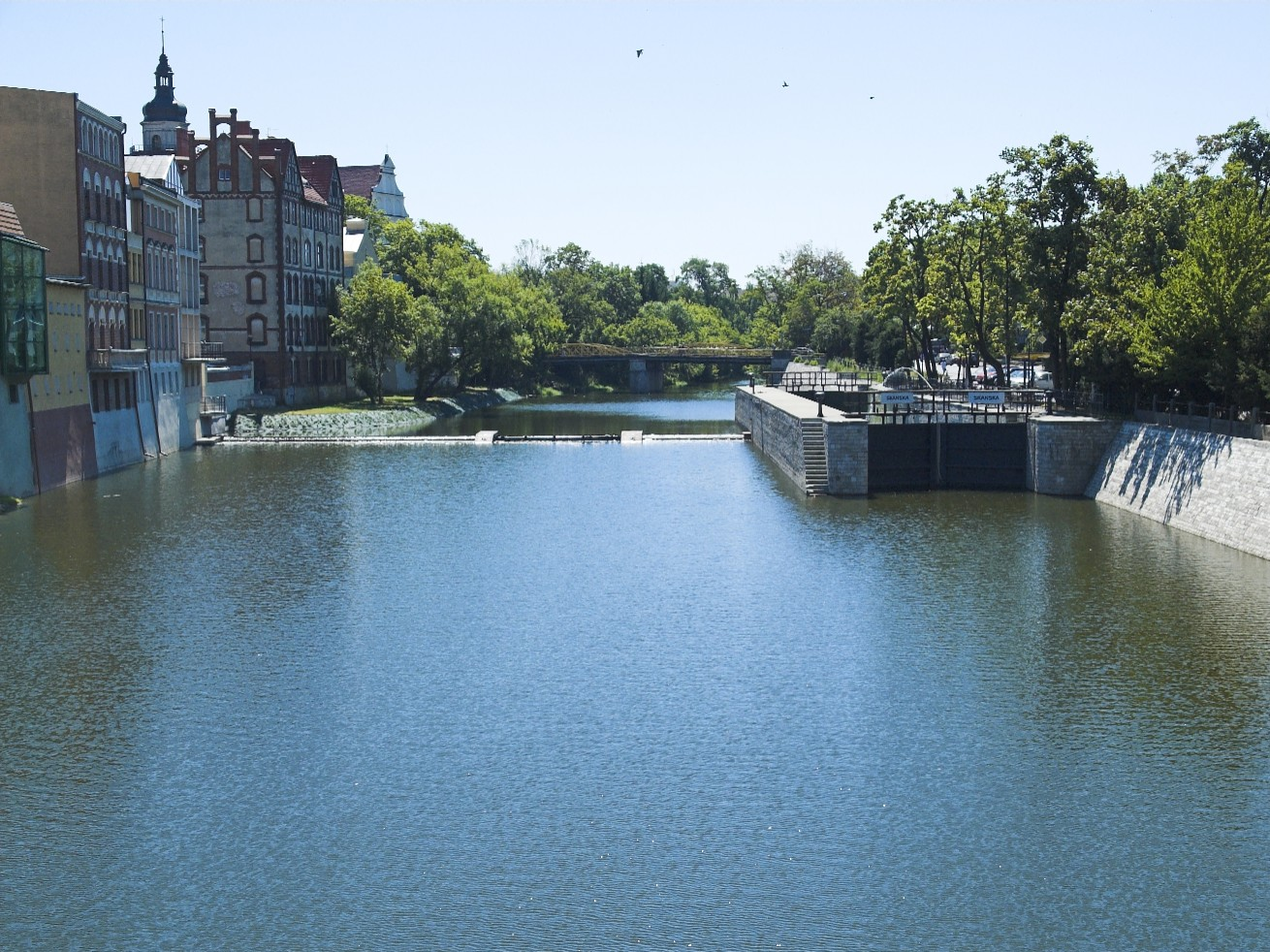
Młynówka – widok z mostu w pobliżu katedry w kierunku mostu „żółtego”

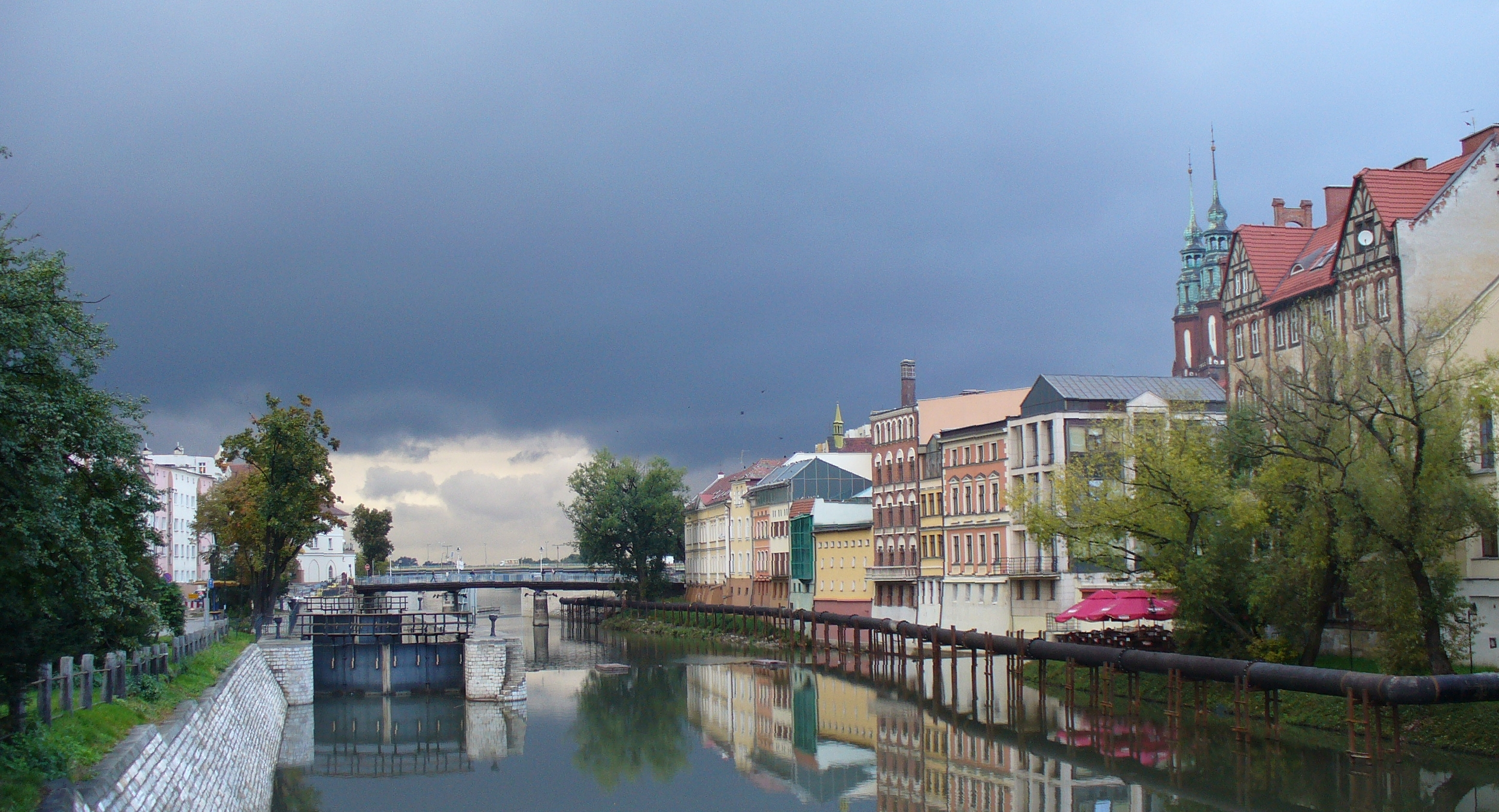
Młynówka – widok z mostu „groszowego” w kierunku śluzy

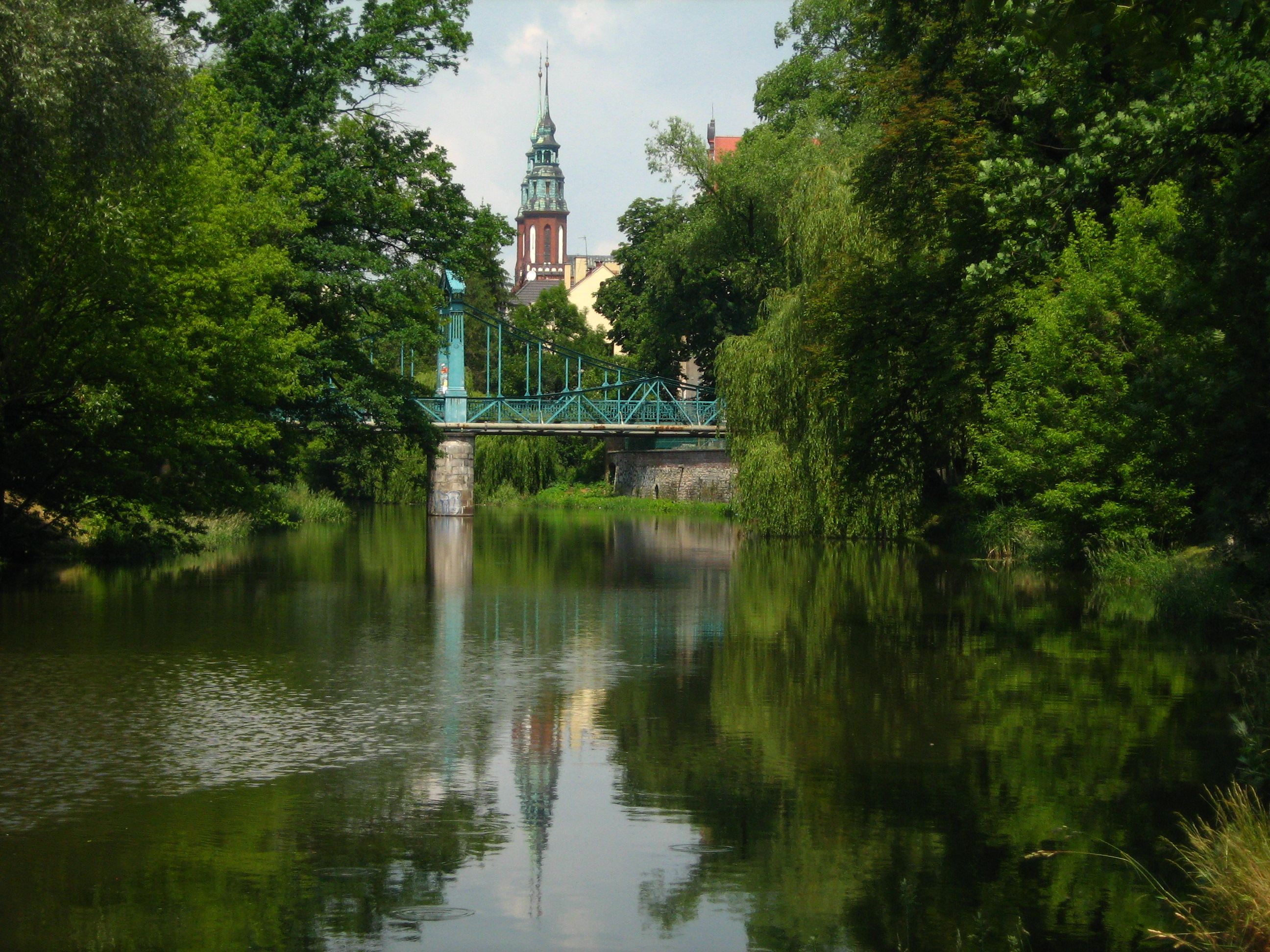
Most groszowy

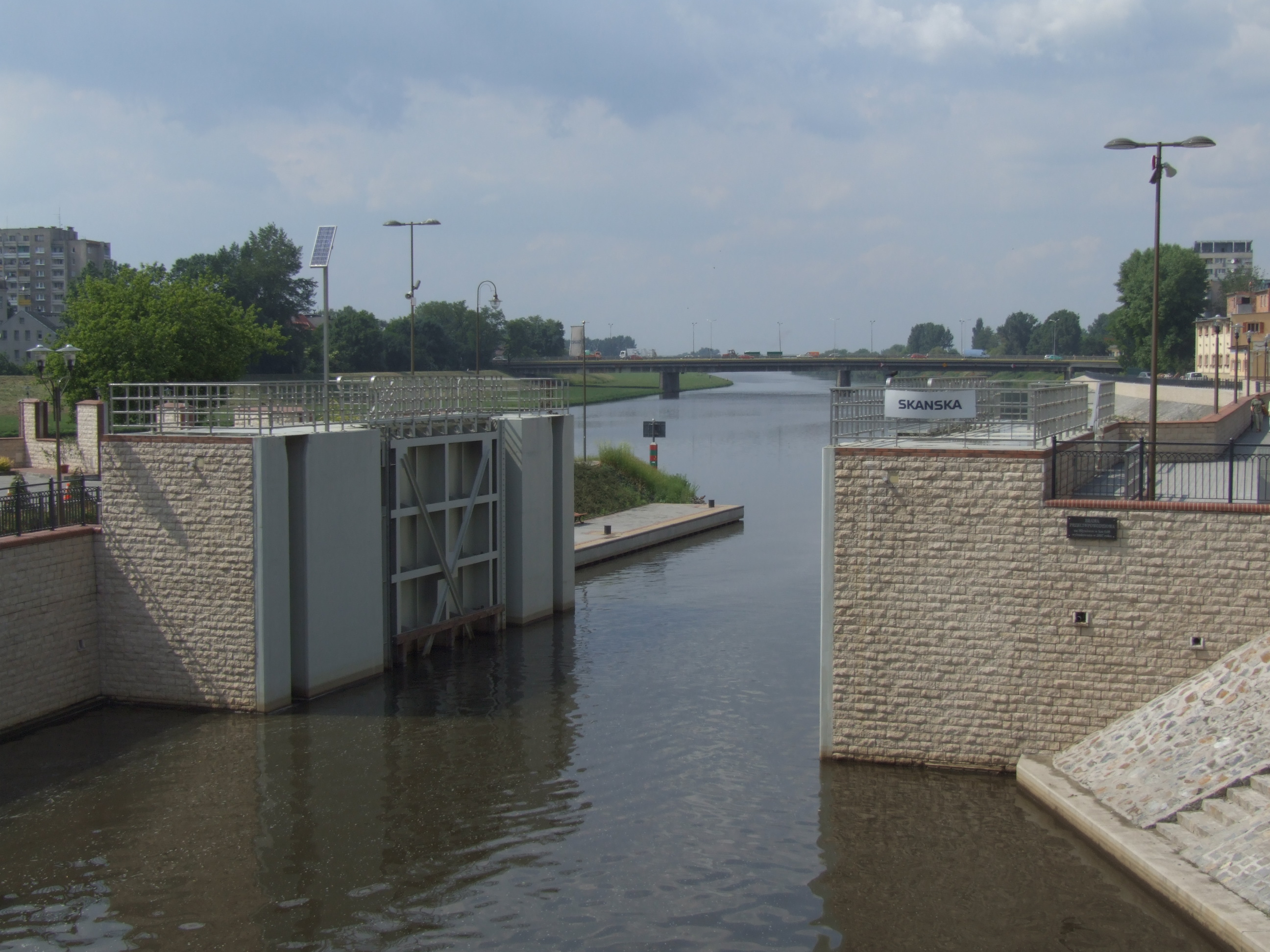
Śluza na Młynówce przy moście katedralnym

Młynówka (niem. Mühlgraben) – stare koryto Odry w centrum Opola, błędnie uważane za kanał. Rozdziela prawobrzeżną część miasta od Wyspy Pasieki.
Młynówka do czasu wielkiej powodzi w 1600 roku stanowiła główne koryto Odry. Po tym wydarzeniu rzeka przeniosła swój główny nurt na zachód i przez prawie 200 lat obecna Młynówka figurowała na planach miasta jako Oder Fluss lub Oder Strom (prąd Odry). W 1784 roku pojawia się obecna nazwa – Mühlgraben, która pochodzi od działających na obydwu brzegach młynów: miejskiego, od strony ul. Szpitalnej, oraz zamkowego, od strony Zamku Piastowskiego.
Ze średniowiecznych dokumentów wiadomo, że już w 1240 r. istniał most między Pasieką a miastem, jednak nie sprecyzowano jego umiejscowienia. Wzmianka z 1421 r. mówi już dokładnie o przeprawie w miejscu obecnego mostu katedralnego. W latach 1860–1913 Młynówka odgrywała rolę portu przeładunkowego, potem tę rolę przejął nowo wybudowany port rzeczny w Zakrzowie. W 1886 r. zbudowano śluzę, niedawno ją wyremontowano i odnowiono wygląd. W planach miasta z 1894 r. Młynówka widnieje jako „Winter Hafen”, czyli „port zimowy”. 10 czerwca 2007 r. uruchomiona została iluminacja tzw. Opolskiej Wenecji, czyli fragmentu Młynówki od Mostu Katedralnego do Zamkowego. Obecnie w razie zagrożenia powodziowego Młynówkę można całkowicie odseparować od Odry dzięki nowo wybudowanym dwóm śluzom: przy moście katedralnym oraz na południowym krańcu Wyspy Pasieki.

## Obecne mosty nad Młynówką
- kładka dla pieszych i rowerzystów
- żelbetowy most katedralny, stoi w miejscu przeprawy wspomnianej w 1421 r.
- Most Zamkowy (tzw. żółty) – zbudowany w I poł. XIX wieku; zabytek[4]
- Most Groszowy (tzw. zielony, Zielony mostek) – obecny, secesyjny most wybudowano w 1903 (od co najmniej 1894 był w tym miejscu most dla pieszych), jego nazwa pochodzi od pobieranej niegdyś opłaty za przejście (1 grosz); zabytek[4][5]
- żelbetowy most w ciągu ul. Korfantego – zbudowany w na przełomie lat 50. i 60. XX wieku
- stalowy most kolejowy
- kładka przy śluzie zamykającej od południa nurt Młynówki